# Cannibal (Achterbahn)
Cannibal in Lagoon (Farmington, Utah, USA) ist eine Stahlachterbahn vom Modell Mega-Coaster des Herstellers ART Engineering, die am 2. Juli 2015 eröffnet wurde. Es ist die erste Achterbahn vom Typ Mega-Coaster des Herstellers und bis heute (Stand Juli 2023) die einzige Achterbahn des Modells.
Erstmals wurde bei dieser Achterbahn das neuartige Fahrelement Lagoon-Roll umgesetzt, was zwei hintereinander und in entgegengesetzter Richtung durchfahrene Heartline-Rolls sind.

## Wagen
Cannibal besitzt einzelne Wagen mit Platz für jeweils zwölf Personen (drei Reihen à vier Personen).